# K팝 투데이
《K팝 투데이》는 올댓뮤직과 MBC FM4U(수도권 기준 FM 91.9㎒)에서 방송되는 최신히트가요, 팝 전문 논스톱 BGM 라디오 프로그램이다.
《K팝 투데이》로 변경하며 FM4U 본방송을 새벽 5시로 시간대를 이동한다. 단, 이 프로그램은 모두 전국방송이다.

## 같이 보기
- 올댓뮤직
- MBC FM4U

| 올댓뮤직                                           |                                                  |                                                  |
| 이전                                               | K팝 투데이                                       | 다음                                             |
| 음악의 발견                                        | K팝 투데이                                       | 낭만가요                                         |
| 새벽 5시 ~ 아침 7시 (오후 5시 ~ 저녁 7시에 재방송) | 아침 7시 ~ 아침 9시 (저녁 7시 ~ 밤 9시에 재방송) | 아침 9시 ~ 오전 11시 (밤 9시 ~ 밤 11시에 재방송) |
|                                                    |                                                  |                                                  |

| MBC FM4U                 |                     |                               |
| 이전                     | K팝 투데이          | 다음                          |
| 여기는 MBC-FM            | K팝 투데이          | 세상을 여는 아침 안주희입니다 |
| 새벽 4시 55분 ~ 새벽 5시 | 새벽 5시 ~ 아침 6시 | 아침 6시 ~ 아침 7시           |
|                          |                     |                               |